# 蕭梁行政區劃
蕭梁（502年—557年）的行政区划袭承南齐，实行州、郡、县三级制。
州是第一级行政区。州的最高行政长官一般称刺史，授予权臣则改称牧。
郡是第二级行政区。郡的最高行政长官一般称太守，国都建康所在丹阳郡称丹阳尹，郡王的封地则改太守为内史，开国郡公的封地则改太守为相。
县是第三级行政区。县的最高行政长官一般称令（大县）或长（小县），开国县公、侯、伯、子、男的封地则改令、长为相。
梁朝在立国之初，袭承齐朝，控制淮河、秦岭以南的南方州郡，共二十一州。梁武帝前中期，因北魏分裂，收复一些淮北郡县。并且分割州郡，到侯景之乱前夕，梁朝所设州数过百。侯景之乱至梁末，江北淮河流域州郡被北齐所得，巴蜀、江汉州郡被西魏所得。
南朝有大量的侨置州、郡、县，列表只列出实州、实郡、实县，以及辖有实郡的侨州，和辖有实县的侨郡。

## 行政區劃列表

### 江表州郡
| 州/郡名            | 治所                                 | 备注                                                            |
| ------------------ | ------------------------------------ | --------------------------------------------------------------- |
| 楊州               | 建康（今江苏省南京市）               |                                                                 |
| 丹楊郡             | 建康（今江苏省南京市）               | 建康为首都                                                      |
| 南丹楊郡           | 采石（今安徽省马鞍山市采石矶）       | 梁新置，梁末属南豫州                                            |
| 淮南郡             | 于湖（今安徽省当涂县）               | 侨郡，原属南豫州，中大同年间来属                                |
| 宣城郡             | 宛陵（今安徽省宣城市）               | 532-549年首长为内史，原属南豫州，中大同年间来属，梁末复归南豫州 |
| 吴郡               | 吴（今江苏省苏州市）                 | 549-550年改属吴州                                               |
| 武原郡             | 今浙江省海盐县附近                   | 550年来属                                                       |
| 富春郡             | 富阳（今浙江省富阳市）               | 549年置                                                         |
| 临江郡             | 钱塘（今浙江省杭州市西湖区）         | 549年置                                                         |
| 吳興郡             | 乌程（今浙江省湖州市）               | 554-556年改属震州                                               |
| 南陵郡             | 南陵（今安徽省池州市贵池区西南）     | 原属南豫州，中大同年间来属                                      |
| 新宁郡             | 广陵（今江苏省扬州市西北蜀冈上）     | 553年置                                                         |
| 会稽郡             | 山阴（今浙江省绍兴市）               | 524-556年改属东杨州                                             |
| 新安郡             | 始新（今浙江省淳安县西北）           | 524-556年改属东杨州                                             |
| 临海郡             | 章安（今浙江省临海市章安镇）         | 524-556年改属东杨州                                             |
| 建安郡             | 建安（今福建省建瓯市）               | 556年来属                                                       |
| 東陽郡             | 长山（今浙江省金华市）               | 524-556年改属东杨州                                             |
| 永嘉郡             | 永宁（今浙江省温州市）               | 552-557年首长为内史，524-556年改属东杨州                        |
| 广梁郡             | 石封（今安徽省广德县）               | 556年置                                                         |
| 吳州               | 吴（今江苏省苏州市）                 | 549年置，550年废                                                |
| 吴郡               | 吴（今江苏省苏州市）                 | 原属杨州                                                        |
| 武原郡             | 今浙江省海盐县附近                   | 549年分吴郡海盐、胥浦二县置                                     |
| 東楊州             | 山阴（今浙江省绍兴市）               | 524年置，556年废                                                |
| 會稽郡             | 山阴（今浙江省绍兴市）               | 524年前、556年后属杨州                                          |
| 臨海郡             | 章安（今浙江省台州市椒江区章安街道） | 524年前、556年后属杨州                                          |
| 赤城郡             | 临海（今浙江省临海市）               | 分臨海郡置，后复归臨海郡                                        |
| 新安郡             | 始新（今浙江省淳安县西北）           | 524年前、556年后属杨州                                          |
| 東陽郡             | 长山（今浙江省金华市）               | 524年前属杨州，553年后属婺州                                    |
| 永嘉郡             | 永宁（今浙江省温州市）               | 552-557年首长为内史，524年前、556年后属杨州                     |
| 建安郡             | 建安（今福建省建瓯市）               | 524年前属江州，556年后属杨州                                    |
| 义安郡             | 海阳（今广东省潮州市东北）           | 524年前属广州，后属瀛州                                         |
| 震州               | 乌程（今浙江省湖州市）               | 555年置，556年废                                                |
| 吳興郡             | 乌程（今浙江省湖州市）               | 555年前、556年后属杨州                                          |
| 婺州               | 长山（今浙江省金华市）               | 553年置，557年废                                                |
| 東陽郡             | 长山（今浙江省金华市）               | 前属東楊州，后属杨州                                            |
| 東嘉州             | 今浙江省温州市境内                   | 辖郡不详                                                        |
| 南徐州             | 京口（今江苏省镇江市）               | 侨州                                                            |
| 兰陵郡             | 延陵（今江苏省镇江市）               | 侨郡                                                            |
| 晋陵郡             | 晋陵（今江苏省常州市）               |                                                                 |
| 信义郡             | 南沙（今江苏省常熟市西北）           | 507年分晋陵郡置                                                 |
| 義興郡             | 阳羡（今江苏省宜兴市）               | 556-557年首长为相                                               |
| 南琅邪、南彭城二郡 | 白下城（今江苏省南京市北幕府山南麓） | 侨郡                                                            |
| 江阴郡             | 江阴（今江苏省江阴市）               | 557年分晋陵郡置                                                 |
| 江州               | 湓口城（今江西省九江市）             |                                                                 |
| 寻阳郡             | 柴桑（今江西省九江市西南）           |                                                                 |
| 太原郡             | 彭泽（今江西省彭泽县东北）           | 侨郡                                                            |
| 豫章郡             | 南昌（今江西省南昌市）               | 504-525、531-551年首长为內史，550-557年改属豫州                 |
| 庐陵郡             | 石阳（今江西省吉水县东北）           | 509-557年首长为內史                                             |
| 南康郡             | 赣（今江西省赣州市东北）             | 508-557年首长为內史                                             |
| 晋安郡             | 候官（今福建省福州市）               | 506-531、552-555年首长为內史                                    |
| 梁安郡             | 晋安（今福建省南安市东丰州）         | 天监年间分晋安郡置                                              |
| 鄱阳郡             | 鄱阳（今江西省鄱阳县）               | 502-557年首长为內史，553年改属吴州                              |
| 臨川郡             | 南城（今江西省南城县东南）           | 502-557年首长为內史，556年改属高州                              |
| 安成郡             | 平都（今江西省安福县东南）           | 556年改属高州                                                   |
| 巴山郡             | 巴山（今江西省崇仁县西南）           | 528年置，556年改属高州                                          |
| 建安郡             | 建安（今福建省建瓯市）               | 524年改属东杨州                                                 |
| 豫宁郡             | （不详）                             | 555年分豫章郡置，556年改属高州                                  |
| 西江州             | 柴桑（今江西省九江市西南）           | 557年置，同年废                                                 |
| 寻阳郡             | 柴桑（今江西省九江市西南）           | 前属江州，后属江州                                              |
| 太原郡             | 彭泽（今江西省彭泽县东北）           | 侨郡，前属江州，后属江州                                        |
| 齐昌郡             | 齐昌（今湖北省蕲春县西南）           | 前属南豫州，后属南豫州                                          |
| 南江州             | 新吴（今江西省奉新县西）             | 约556年置，557年废                                              |
| 豫州               | 南昌（今江西省南昌市）               | 550年置，557年年废                                              |
| 豫章郡             | 南昌（今江西省南昌市）               | 前属江州，后属江州                                              |
| 宁州               | 南城（今江西省南城县东南）           | 552年置                                                         |
| 吳州               | 鄱阳（今江西省鄱阳县）               | 553年置                                                         |
| 鄱阳郡             | 鄱阳（今江西省鄱阳县）               | 前属江州                                                        |
| 高州               | 巴山（今江西省崇仁县西南）           | 556年置                                                         |
| 巴山郡             | 巴山（今江西省崇仁县西南）           | 前属江州                                                        |
| 安成郡             | 平都（今江西省安福县东南）           | 前属江州                                                        |
| 豫宁郡             | 豫宁（今江西省武宁县西）             | 前属江州                                                        |
| 临川郡             | 南城（今江西省南城县东南）           | 前属江州                                                        |

### 淮南州郡
| 州/郡名  | 治所                                                                  | 备注                                                  |
| -------- | --------------------------------------------------------------------- | ----------------------------------------------------- |
| 南兗州   | 广陵（今江苏省扬州市西北蜀冈上）                                      | 侨州                                                  |
| 廣陵郡   | 广陵（今江苏省扬州市西北蜀冈上）                                      | 552年陷于北齐                                         |
| 海陵郡   | 建陵（今江苏省泰州市东北）                                            | 552年陷于北齐                                         |
| 秦郡     | 六合（今江苏省南京市六合区）                                          | 侨郡，550年改属西兖州                                 |
| 神农郡   | 高邮（今江苏省高邮市）                                                | 一度改为广业郡，552年陷于北齐                         |
| 盱眙郡   | 盱眙（今江苏省盱眙县东北）                                            | 552年陷于北齐                                         |
| 涇州     | 沛（今安徽省天长市西北）                                              | 554年陷于北齐                                         |
| 泾城郡   | 沛（今安徽省天长市西北）                                              | 554年陷于北齐                                         |
| 東陽郡   | 横山（今安徽省天长市东南）                                            | 554年陷于北齐                                         |
| 北兗州   | 淮阴城（今江苏省淮安市淮阴区西南甘罗城）                              | 侨州，549年陷于东魏                                   |
| 山陽郡   | 山阳（今江苏省淮安市）                                                | 侨郡，549年陷于东魏                                   |
| 淮陰郡   | 淮阴城（今江苏省淮安市淮阴区西南甘罗城）                              | 549年陷于东魏                                         |
| 西兗州   | 尉氏（今江苏省南京市六合区）                                          | 侨州，550年置，555年陷于北齐                          |
| 秦郡     | 六合（今江苏省南京市六合区）                                          | 侨郡，原属南兖州，555年陷于北齐                       |
| 南豫州   | 526-549年：合肥城（今安徽省合肥市） 549年之后：姑熟（今安徽省当涂县） | 侨州                                                  |
| 晉熙郡   | 怀宁（今安徽省潜山县）                                                | 550年前改属晋州                                       |
| 建宁郡   | 建宁（今湖北省麻城市西南）                                            | 514年改属定州                                         |
| 齐昌郡   | 齐昌（今湖北省蕲春县西南）                                            | 大宝二年后至至梁末属西江州                            |
| 宣城郡   | 宛陵（今安徽省宣城市）                                                | 532-549年首长为内史，中大同年间至梁末属扬州           |
| 南丹楊郡 | 采石（今安徽省马鞍山市采石矶）                                        | 原属扬州                                              |
| 南陵郡   | 南陵（今安徽省池州市贵池区西南）                                      | 525年置，中大同年间改属扬州                           |
| 廬江郡   | 庐江（今安徽省舒城县）                                                | 后改属湘州                                            |
| 淮南郡   | 于湖（今安徽省当涂县）                                                | 侨郡，535年改属光州                                   |
| 江都郡   | 乌江（今安徽省和县东北）                                              | 549年陷于东魏                                         |
| 歷陽郡   | 歷陽（今安徽省和县）                                                  | 552年陷于北齐                                         |
| 安豐郡   | 安丰（今安徽省霍邱县西南）                                            | 535年改属光州                                         |
| 光城郡   | 光城（今河南省光山县）                                                | 后改属光州                                            |
| 弋阳郡   | 弋阳（今河南省潢川县西）                                              | 后改属光州                                            |
| 豫州     | 寿阳（今安徽省寿县）                                                  | 侨州，526年置，549年陷于东魏                          |
| 南梁郡   | 睢阳（今安徽省寿县境内）                                              | 侨郡                                                  |
| 武安郡   | 今安徽省寿县境内                                                      |                                                       |
| 南谯州   | 清流（今安徽省全椒县西北二十里南谯故城）                              | 侨州，527年之前置，552年之后陷于北齐                  |
| 新昌郡   | 顿丘（今安徽省滁州市）                                                |                                                       |
| 高塘郡   | 高塘城（今安徽省来安县东北）                                          |                                                       |
| 南梁郡   | 阜陵戍（今安徽省全椒县东南）                                          |                                                       |
| 临滁郡   | 不详                                                                  |                                                       |
| 豫州     | 怀宁（今安徽省潜山县）                                                | 549年前置，550年改为豫州，555年陷于北齐               |
| 晉熙郡   | 怀宁（今安徽省潜山县）                                                | 552-554年长官为內史，550年前原属南豫州，555年陷于北齐 |
| 樅陽郡   | 樅陽（今安徽省樅陽县）                                                | 梁新置，555年陷于北齐                                 |
| 西晋州   | 不详                                                                  | 553年置                                               |
| 东晋州   | 不详                                                                  | 553年置                                               |
| 湘州     | 庐江（今安徽省舒城县）                                                | 侨州，分南豫州置，549年陷于东魏                       |
| 廬江郡   | 庐江（今安徽省舒城县）                                                | 原属南豫州，549年陷于东魏                             |
| 霍州     | 岳安（今安徽省霍山县）                                                | 507年分豫州置，549年陷于东魏                          |
| 岳安郡   | 岳安（今安徽省霍山县）                                                |                                                       |
| 北沛郡   | 新蔡（今安徽省霍山县东北）                                            |                                                       |
| 安豐州   | 安丰（今安徽省霍邱县西南）                                            | 535年置，549年陷于东魏                                |
| 安豐郡   | 安丰（今安徽省霍邱县西南）                                            | 535年自南豫州来属，549年陷于东魏                      |
| 義州     | 苞信（今河南省商城县西）                                              | 521年前置                                             |
| 義城郡   | 苞信（今河南省商城县西）                                              |                                                       |
| 邊城郡   | 邊城（今河南省商城县东）                                              |                                                       |
| 北徐州   | 燕县（今安徽省凤阳县东北）                                            | 侨州，549年陷于东魏                                   |
| 鍾離郡   | 燕县（今安徽省凤阳县东北）                                            | 549年陷于东魏                                         |
| 馬頭郡   | 马头城（今安徽省怀远县南）                                            | 549年陷于东魏                                         |
| 新昌郡   | 顿丘（今安徽省滁州市）                                                | 527年改属南谯州                                       |
| 淮陵郡   | 今安徽省明光市南                                                      | 549年陷于东魏                                         |
| 临濠郡   | 定遠（今安徽省定遠县东南）                                            | 504年置，540年改属安州                                |
| 西沛郡   | 今安徽省定遠县北                                                      | 522年置，540年改属安州                                |
| 九江郡   | 今安徽省淮南市西                                                      | 504年后置，549年陷于东魏                              |
| 安州     | 定遠（今安徽省定遠县东南）                                            | 540年前置，549年后陷于北齐                            |
| 定遠郡   | 定遠（今安徽省定遠县东南）                                            | 原属北徐州，为临濠郡                                  |
| 西沛郡   | 今安徽省定遠县北                                                      | 原属北徐州                                            |
| 建州     | 高平城（今河南省商城县东）                                            | 梁置，550年后陷于北齐                                 |
| 高平郡   | 高平城（今河南省商城县东）                                            |                                                       |
| 新城郡   | 今河南省光山县南                                                      |                                                       |
| 光州     | 光城（今河南省光山县）                                                | 梁置，551年后陷于北齐                                 |
| 光城郡   | 光城（今河南省光山县）                                                |                                                       |
| 北光城郡 | 今河南省息县东南                                                      |                                                       |
| 弋陽郡   | 弋陽（今河南省潢川县西）                                              |                                                       |
| 宋安郡   | 宋安（今河南省光山县西南）                                            |                                                       |
| 梁安郡   | 广陵（今河南省息县东北）                                              |                                                       |
| 長陵郡   | 長陵（今河南省息县东）                                                |                                                       |
| 朔州     | 齐坂城（今河南省潢川县东）                                            | 梁置，551年后陷于北齐                                 |
| 郢州     | 定城（今河南省潢川县南）                                              | 梁置，551年后陷于北齐                                 |
| 定城郡   | 定城（今河南省潢川县南）                                              |                                                       |

### 淮北州郡
| 州/郡名          | 治所                                                 | 备注                               |
| ---------------- | ---------------------------------------------------- | ---------------------------------- |
| 武州             | 下邳城（今江苏省睢宁县西北）                         | 533年克北魏置，550年陷于北齐       |
| 下邳郡           | 归政（今江苏省睢宁县西北）                           |                                    |
| 武安郡           | 良城（今江苏省邳州市西北）                           |                                    |
| 西徐州           | 涡阳（今安徽省蒙城县）                               | 侨州，527年克北魏置，548年陷于东魏 |
| 南譙郡           | 涡阳（今安徽省蒙城县）                               | 侨郡                               |
| 龍亢郡           | 龍亢城（今安徽省怀远县西北）                         |                                    |
| 蕲城郡           | 蕲县（今安徽省宿州市南）                             |                                    |
| 臨渙郡           | 下邑（今安徽省宿州市西南）                           |                                    |
| 蒙郡             | 蒙县（今安徽省蒙城县西北）                           |                                    |
| 阳夏郡           | 约今安徽省蒙城县境内                                 |                                    |
| 東徐州           | 广陵（今江苏省宿迁市东南古城）                       | 509年克北魏置，549年陷于东魏       |
| 宿預郡           | 宿预（今江苏省宿迁市东南古城）                       |                                    |
| 淮陽郡           | 约今江苏省淮安市淮阴区西                             |                                    |
| 朝陽郡           | 约今江苏省宿迁市东南                                 |                                    |
| 臨沐郡           | 约今江苏省新沂市南                                   |                                    |
| 晉寧郡           | 晋宁（今江苏省宿迁市东）                             |                                    |
| 高平郡           | 高平（今江苏省盱眙县西北洪泽湖中）                   | 侨郡                               |
| 朱沛郡           | 约今江苏省盱眙县西北                                 |                                    |
| 修儀郡           | 约今江苏省盱眙县西北                                 |                                    |
| 安豐郡           | 约今江苏省盱眙县西北                                 |                                    |
| 绥化郡           | 约今江苏省淮安市淮阴区西                             |                                    |
| 呂梁郡           | 约今江苏省淮安市淮阴区西南                           |                                    |
| 恩撫郡           | 约今江苏省淮安市淮阴区西南                           |                                    |
| 西淮郡           | 约今江苏省淮安市淮阴区西南                           |                                    |
| 扶風郡           | 约今江苏省宿迁市东                                   |                                    |
| 兰陵郡           | 约今江苏省宿迁市东                                   |                                    |
| 清河郡           | 约今江苏省宿迁市西南                                 |                                    |
| 鉅鹿郡           | 约今江苏省盱眙县境内                                 |                                    |
| 太山郡           | 约今江苏省盱眙县境内                                 |                                    |
| 東平郡           | 不详                                                 |                                    |
| 陽平郡           | 不详                                                 |                                    |
| 歸義郡           | 不详                                                 |                                    |
| 谯州             | 谯县（今安徽省亳州市）                               | 532年克北魏置，旋即陷于北魏        |
| 仁州             | 赤坎戍（今安徽省固镇县东南）                         | 535年前克北魏置，549年陷于东魏     |
| 睢州             | 竹邑城（今安徽省宿州市北符离集）                     | 527年克北魏置，547年陷于东魏       |
| 南濟陰郡         | 顿丘（今安徽省宿州市北符离集）                       |                                    |
| 沛郡             | 淮阳（今安徽省宿州市东北）                           |                                    |
| 潼州             | 取虑城（今安徽省灵璧县东北）                         | 527年克北魏置，548年陷于东魏       |
| 陳州             | 许昌（今安徽省阜阳市东）                             | 528年克北魏置，548年陷于东魏       |
| 汝陰郡           | 汝阴（今安徽省阜阳市）                               | 长官为內史                         |
| 弋陽郡           | 汝阴（今安徽省阜阳市）                               |                                    |
| 財丘郡           | 梁興（今安徽省临泉县南）                             |                                    |
| 梁興郡           | 梁興（今安徽省临泉县南）                             |                                    |
| 西恒农郡         | 胡城（今安徽省阜阳市西）                             |                                    |
| 陳南郡           | 胡城（今安徽省阜阳市西）                             |                                    |
| 清河郡           | 清河（今安徽省界首市及阜阳市、太和县、临泉县交界处） |                                    |
| 南陽郡           | 清河（今安徽省界首市及阜阳市、太和县、临泉县交界处） |                                    |
| 汝南郡           | 安城（今安徽省阜南县东）                             |                                    |
| 太原郡           | 安城（今安徽省阜南县东）                             |                                    |
| 東恆農郡         | 阳武（今安徽省界首市及阜阳市、太和县、临泉县交界处） |                                    |
| 新蔡南陳留二郡   | 鮦阳（今河南省项城市东南）                           |                                    |
| 滎陽郡           | 临淮（今安徽省界首市及阜阳市、太和县、临泉县交界处） |                                    |
| 北通郡           | 临淮（今安徽省界首市及阜阳市、太和县、临泉县交界处） |                                    |
| 新興郡           | 安城（今安徽省寿县西淮河南岸）                       |                                    |
| 東郡、汝南郡二郡 | 济阳（今安徽省界首市及阜阳市、太和县、临泉县交界处） |                                    |
| 青冀二州         | 鬱洲（今江苏省连云港市东云台山）                     | 侨州，549年陷于东魏                |
| 北海郡           | 都昌（今江苏省连云港市东云台山）                     | 侨郡                               |
| 東彭城郡         | 龙沮（今江苏省灌云县西龙苴镇）                       |                                    |
| 北譙郡           | 约今江苏省东海县东                                   |                                    |
| 北東海郡         | 广陵（今江苏省涟水县东）                             | 侨郡                               |
| 僮阳郡           | 僮县（今江苏省沭阳县）                               |                                    |
| 南北二青州       | 今江苏省赣榆县西                                     | 侨州，549年陷于东魏                |
| 汴州             | 下蔡（今安徽省淮南市西北）                           | 527年后克北魏置，549年陷于东魏     |
| 汴郡             | 下蔡（今安徽省淮南市西北）                           |                                    |
| 淮陽郡           | 今安徽省凤台县西北                                   |                                    |

### 河南州郡
| 州/郡名 | 治所                         | 备注                                         |
| ------- | ---------------------------- | -------------------------------------------- |
| 豫州    | 悬瓠城（今河南省汝南县）     | 侨州，547年七月置，548年正月陷于东魏         |
| 汝南郡  | 上蔡（今河南省汝南县）       |                                              |
| 滇州    | 约今河南省息县东南           | 置废时间不详                                 |
| 西豫州  | 广陵城（今河南省息县）       | 侨州，527年克北魏置，547年改名淮州，陷于东魏 |
| 汝南郡  | 南新息（今河南省息县）       |                                              |
| 淮州    | 白狗堆（今河南省正阳县西南） | 527年克北魏置，547年改名西淮州，陷于东魏     |
| 淮川郡  | 白狗堆（今河南省正阳县西南） |                                              |
| 殷州    | 项县（今河南省沈丘县）       | 547年七月置，548年正月陷于东魏               |
| 陈郡    | 项县（今河南省沈丘县）       |                                              |
| 南荊州  | 约今河南省确山县南           | 528年置，550年正月陷于东魏                   |

### 江汉州郡
| 州/郡名  | 治所                                         | 备注                                                                                 |
| -------- | -------------------------------------------- | ------------------------------------------------------------------------------------ |
| 鲁州     | 约今湖北省武汉市西                           | 551年前设置                                                                          |
| 楚州     | 楚城（今河南省信阳市东北）                   | 550年陷于北齐                                                                        |
| 城陽郡   | 城陽（今河南省信阳市西北）                   |                                                                                      |
| 西汝南郡 | 鄳县（今河南省信阳市东北）                   |                                                                                      |
| 汝陽郡   | 义阳（今河南省正阳县东南）                   | 侨郡                                                                                 |
| 仵城郡   | 淮阴（今河南省正阳县西南）                   |                                                                                      |
| 華州     | 淮安（今河南省桐柏县东固县镇）               | 535年分司州置，552年陷于西魏                                                         |
| 上川郡   | 淮安（今河南省桐柏县东固县镇）               | 535年置                                                                              |
| 西義陽郡 | 约今河南省桐柏县东固县镇西                   | 梁置                                                                                 |
| 荊州     | 江陵（今湖北省荆州市荆州区）                 | 554年陷于西魏                                                                        |
| 南郡     | 江陵（今湖北省荆州市荆州区）                 |                                                                                      |
| 南平郡   | 孱陵（今湖北省公安县西南）                   | 518-557年长官为內史                                                                  |
| 天門郡   | 治澧阳（今湖南省石门县）                     |                                                                                      |
| 汶陽郡   | 高安（今湖北省远安县西北）                   |                                                                                      |
| 武寧郡   | 乐乡（今湖北省荆门市北）                     |                                                                                      |
| 南安湘郡 | 安南（今湖南省华容县）                       | 梁置                                                                                 |
| 宜都郡   | 夷道（今湖北省枝江市）                       | 改属宜州                                                                             |
| 義陽郡   | 安乡（今湖南省安乡县西南）                   | 侨郡，537年长官为內史                                                                |
| 河東郡   | 不详                                         | 侨郡，531-550年长官为內史                                                            |
| 宜州     | 夷陵（今湖北省宜昌市西北）                   | 梁置，554年陷于西魏                                                                  |
| 宜都郡   | 夷道（今湖北省枝江市）                       | 梁置，自荆州来属                                                                     |
| 西荆州   | 不详                                         | 杜崱任刺史                                                                           |
| 郢州     | 夏口城（今湖北省武汉市武昌区）               |                                                                                      |
| 江夏郡   | 汝南（今湖北省武汉市武昌区）                 |                                                                                      |
| 沔陽郡   | 沔陽（今湖北省仙桃市西南）                   | 534年之前置，550年陷于西魏                                                           |
| 营阳郡   | 约今湖北省仙桃市西                           | 梁置，550年陷于西魏                                                                  |
| 州城郡   | 州陵（今湖北省洪湖市东北）                   | 梁置，550年陷于西魏                                                                  |
| 武昌郡   | 武昌（今湖北省鄂州市）                       | 537-546年长官为內史                                                                  |
| 西阳郡   | 西阳（今湖北省黄冈市东南）                   | 侨郡                                                                                 |
| 建安郡   | 京山（今湖北省天门市北）                     | 502-518年长官为內史，555-557年长官为相，550年陷于西魏                                |
| 上雋郡   | 下雋（今湖北省通城县西北）                   | 554年改属雋州                                                                        |
| 武陵郡   | 临沅（今湖南省常德市）                       | 514-552年长官为內史，549年后改属武州                                                 |
| 巴陵郡   | 巴陵（今湖南省岳阳市）                       | 502-557年长官为內史，549年后改属巴州                                                 |
| 南陽郡   | 建昌（今湖南省泸溪县西南）                   | 侨郡                                                                                 |
| 夜郎郡   | 夜郎（今湖南省吉首市境内）                   | 梁置                                                                                 |
| 沙州     | 沙阳（今湖北省嘉鱼县东北）                   | 554年置，557年废                                                                     |
| 雋州     | 下雋（今湖北省通城县西北）                   | 554年置                                                                              |
| 上雋郡   | 下雋（今湖北省通城县西北）                   | 554年自郢州来属                                                                      |
| 新州     | 新阳（今湖北省京山县）                       | 527年置，551年陷于北齐                                                               |
| 梁宁郡   | 新阳（今湖北省京山县）                       | 527年置                                                                              |
| 富水郡   | 富水（今湖北省京山县东北）                   | 梁置                                                                                 |
| 交州     | 不详                                         | 梁置，551年陷于北齐                                                                  |
| 梁州     | 不详                                         | 梁置，551年陷于北齐                                                                  |
| 北新州   | 广陵（今湖北省钟祥市）                       | 梁置                                                                                 |
| 竟陵郡   | 霄城（今湖北省京山县东南）                   | 自郢州来属                                                                           |
| 齊興郡   | 上蔡（今湖北省钟祥市北）                     | 自郢州来属                                                                           |
| 土州     | 龙巢（今湖北省随州市东北）                   | 梁分北新州置                                                                         |
| 東永寧郡 | 龙巢（今湖北省随州市东北）                   | 梁置                                                                                 |
| 西永寧郡 | 阜陵（今湖北省随州市东）                     | 梁置                                                                                 |
| 真阳郡   | 石武（今湖北省随州市东）                     | 梁置                                                                                 |
| 富州     | 约今湖北省京山县东北                         | 梁分北新州置                                                                         |
| 洄州     | 约今湖北省钟祥市、京山县一带                 | 梁分北新州置                                                                         |
| 泉州     | 约今湖北省钟祥市、京山县一带                 | 梁分北新州置                                                                         |
| 豪州     | 约今湖北省钟祥市、京山县一带                 | 梁分北新州置                                                                         |
| 巴州     | 巴陵（今湖南省岳阳市）                       | 549年后置                                                                            |
| 巴陵郡   | 巴陵（今湖南省岳阳市）                       | 549年自郢州来属                                                                      |
| 武州     | 临沅（今湖南省常德市）                       | 549年后置                                                                            |
| 武陵郡   | 临沅（今湖南省常德市）                       | 549年自郢州来属                                                                      |
| 卢州     | 约今湖南省泸溪县西南                         | 511年置，不久废除                                                                    |
| 司州     | 平阳（今河南省信阳市）                       | 侨州，504年陷于北魏，528年收复，改为北司州，547年前与南司州合并为司州，550年陷于西魏 |
| 北义阳郡 | 平阳（今河南省信阳市）                       | 504年至528年陷于北魏                                                                 |
| 隋郡     | 随县（今湖北省随州市）                       | 504年至528年陷于北魏                                                                 |
| 曲陽郡   | 曲陵（今湖北省汉川市西北）                   | 梁置                                                                                 |
| 齊安郡   | 齐安（今湖北省麻城市西南）                   | 504年至528年陷于北魏                                                                 |
| 北隨郡   | 约今湖北省随州市唐县镇                       | 梁置                                                                                 |
| 崇義郡   | 梁安（今湖北省随州市西南）                   | 梁置                                                                                 |
| 安陸郡   | 安陸（今湖北省安陸市）                       | 547年前自南司州来属                                                                  |
| 平靖郡   | 约今湖北省应城市东北                         | 自应州来属                                                                           |
| 南司州   | 安陸（今湖北省安陸市）                       | 侨州，504年置，547年前与北司州合并为司州                                             |
| 安陸郡   | 安陸（今湖北省安陸市）                       | 504年置，547年前改属司州                                                             |
| 應州     | 永阳（今湖北省应城市）                       | 536年置，之后废除                                                                    |
| 平靖郡   | 约今湖北省应城市东北                         | 536年置，改属北司州                                                                  |
| 北郢州   | 定阳（今湖北省随州市西北）                   | 梁置，550年陷于西魏                                                                  |
| 上明郡   | 平林（今湖北省随州市东北）                   | 532年后置                                                                            |
| 定州     | 蒙笼城（今湖北省麻城市东北）                 | 514年置，550年陷于北齐                                                               |
| 建宁郡   | 建宁（今湖北省麻城市西南）                   | 514年自豫州来属                                                                      |
| 沙州     | 白沙关（今湖北省红安县东北）                 | 503年陷于北魏                                                                        |
| 北江州   | 鹿城关（今湖北省麻城市西）                   | 梁置，549年陷于东魏                                                                  |
| 永安郡   | 浠水（今湖北省浠水县）                       | 梁置                                                                                 |
| 阴平郡   | 阴平（今湖北省麻城市东北）                   | 梁置                                                                                 |
| 齊昌郡   | 齐昌（今湖北省蕲春县西南）                   | 梁置，改属齐州                                                                       |
| 梁安郡   | 梁安（今湖北省武汉市黄陂区北）               | 梁置                                                                                 |
| 齐州     | 齐昌（今湖北省蕲春县西南）                   | 梁置，551年后陷于北齐                                                                |
| 齐昌郡   | 齐昌（今湖北省蕲春县西南）                   | 自北江州来属                                                                         |
| 德州     | 不详                                         | 梁置，549年陷于东魏                                                                  |
| 湘州     | 新化（今湖北省大悟县东北）                   | 侨州，梁置，551年后陷于北齐                                                          |
| 安蠻郡   | 新化（今湖北省大悟县东北）                   | 梁置                                                                                 |
| 梁宁郡   | 聂阳（今湖北省孝感市东）                     | 梁置                                                                                 |
| 雍州     | 襄阳（今湖北省襄阳市）                       | 侨州，549年陷于西魏                                                                  |
| 襄陽郡   | 襄阳（今湖北省襄阳市）                       |                                                                                      |
| 酂城郡   | 酂县（今湖北省丹江口市东南）                 | 533年陷于北魏                                                                        |
| 冯翊郡   | 鄀县（今湖北省宜城市东南）                   | 侨郡，533年陷于北魏                                                                  |
| 德广郡   | 略阳（今湖北省宜城市东）                     | 梁置                                                                                 |
| 南阳郡   | 宛县（今河南省南阳市）                       | 526年自北魏收复，533年陷于北魏                                                       |
| 新野郡   | 新野（今河南省新野县）                       | 526年自北魏收复，533年陷于北魏                                                       |
| 始平郡   | 武当（今湖北省丹江口市丹江镇北）             | 侨郡                                                                                 |
| 華山郡   | 华山（今湖北省宜城市）                       | 侨郡                                                                                 |
| 興國郡   | 约今湖北省谷城县西                           | 梁置                                                                                 |
| 秦南郡   | 约今湖北省宜城市西南                         | 梁置                                                                                 |
| 沔東郡   | 约今湖北省枣阳市西南                         | 梁置，505年至526年陷于北魏                                                           |
| 廣平郡   | 广平（今湖北省丹江口市东南）                 | 侨郡，526年自北魏收复                                                                |
| 顺阳郡   | 南乡（今河南省淅川县西南老城镇东南丹江水库） | 526年自北魏收复，533年陷于北魏                                                       |
| 宛州     | 约今河南省唐河县西北                         | 506年自北魏收复，旋即陷于北魏                                                        |
| 河南郡   | 棘阳（今河南省唐河县西北）                   | 侨郡                                                                                 |
| 宁蛮府   | 襄阳（今湖北省襄阳市）                       | 549年陷于西魏                                                                        |
| 南襄郡   | 约今湖北省南漳县                             |                                                                                      |
| 安定郡   | 约今湖北省南漳县西                           | 533年陷于北魏                                                                        |
| 蔡阳郡   | 蔡阳（今湖北省枣阳市西南）                   | 533年陷于北魏                                                                        |
| 弘化郡   | 不详                                         | 梁置，515年陷于北魏                                                                  |
| 郧州     | 不详                                         | 杜崱任刺史                                                                           |

### 岭南州郡
| 州/郡名 | 治所                                 | 备注                                                    |
| ------- | ------------------------------------ | ------------------------------------------------------- |
| 廣州    | 番禺（今广东省广州市）               |                                                         |
| 南海郡  | 番禺（今广东省广州市）               |                                                         |
| 東官郡  | 宝安（今广东省深圳市宝安区西南头镇） |                                                         |
| 綏建郡  | 新招（今广东省广宁县南）             |                                                         |
| 郁林郡  | 布山（今广西桂平市西南古城）         | 523年改属南定州                                         |
| 宁浦郡  | 宁浦（今广西横县西南）               | 523年改属南定州                                         |
| 梁化郡  | 安怀（今广东省惠东县梁化镇）         | 梁置                                                    |
| 齊康郡  | 乐康（今广东省清远市）               |                                                         |
| 高要郡  | 高要（今广东省肇庆市）               | 535年后置                                               |
| 樂昌郡  | 始昌（今广东省四会市北）             |                                                         |
| 新会郡  | 盆允（今广东省江门市新会区北）       |                                                         |
| 宋隆郡  | 平兴（今广东省高要市东南）           |                                                         |
| 晉康郡  | 端溪（今广东省德庆县）               |                                                         |
| 梁泰郡  | 梁泰（今广东省佛山市高明区东）       | 梁置                                                    |
| 义安郡  | 海阳（今广东省潮州市东北）           | 524年改属东扬州                                         |
| 宋康郡  | 广化（今广东省阳江市西）             | 520年后改属高州                                         |
| 海昌郡  | 海昌（今广东省高州市东北）           | 520年后改属高州                                         |
| 永平郡  | 夫宁（今广西藤县东北）               | 555年前改属石州                                         |
| 新寧郡  | 新兴（今广东省新兴县）               | 541年前改属新州                                         |
| 苍梧郡  | 广信（今广西梧州市）                 | 523年改属成州                                           |
| 齐乐郡  | 熙平（今广东省连山壮族瑶族自治县北） | 507年改属衡州                                           |
| 广熙郡  | 安遂（今广东省郁南县东南）           | 523年改属建州                                           |
| 齐熙郡  | 齐熙（今广西融水苗族自治县）         | 535年后改属东宁州                                       |
| 黄水郡  | 黄水（今广西罗城县西北）             | 535年后改属东宁州                                       |
| 晋兴郡  | 晋兴（今广西南宁市南）               | 507年改属桂州                                           |
| 桂林郡  | 武熙（今广西柳州市柳江区西南）       | 540年改属桂州                                           |
| 高涼郡  | 高凉（今广东省阳江市西）             | 520年后改属高州                                         |
| 瀛州    | 海阳（今广东省潮州市东北）           | 524年后置                                               |
| 义安郡  | 海阳（今广东省潮州市东北）           | 524年后自东扬州来属                                     |
| 新州    | 新兴（今广东省新兴县）               | 541年前置                                               |
| 新寧郡  | 新兴（今广东省新兴县）               | 541年前自广州来属                                       |
| 高州    | 高凉（今广东省阳江市西）             | 520年后置                                               |
| 高涼郡  | 高凉（今广东省阳江市西）             | 520年后自广州来属                                       |
| 電白郡  | 電白（今广东省高州市东北）           | 梁置                                                    |
| 杜陵郡  | 杜陵（今广东省阳江市西）             | 梁置                                                    |
| 宋康郡  | 广化（今广东省阳江市西）             | 520年后自广州来属                                       |
| 海昌郡  | 海昌（今广东省高州市东北）           | 520年后自广州来属                                       |
| 齊安郡  | 齐安（今广东省恩平市北）             | 520年后自越州来属                                       |
| 連江郡  | 连江（今广东省电白县电城镇东）       | 梁置                                                    |
| 南巴郡  | 南巴（今广东省高州市东）             | 梁置                                                    |
| 陽春郡  | 阳春（今广东省阳春市）               | 梁置                                                    |
| 齐康郡  | 齐康（今广东省徐闻县南）             | 520年后自越州来属，523年改属合州                        |
| 成州    | 梁信（今广东省封开县东南贺江口）     | 523年置                                                 |
| 梁信郡  | 梁信（今广东省封开县东南贺江口）     | 523年置                                                 |
| 蒼梧郡  | 广信（今广西梧州市）                 | 523年自广州来属                                         |
| 合州    | 徐闻（今广东省海康县）               | 523年置，547年改名南合州                                |
| 齊康郡  | 齐康（今广东省徐闻县南）             | 523年自越州来属                                         |
| 建州    | 安遂（今广东省郁南县东南）           | 523年置，后废                                           |
| 廣熙郡  | 安遂（今广东省郁南县东南）           | 523年自广州来属，后废                                   |
| 雙州    | 龙乡（今广东省罗定市南）             | 523年后分建州置                                         |
| 平原郡  | 龙乡（今广东省罗定市南）             | 523年后分廣熙郡置                                       |
| 開陽郡  | 开阳（今广东省罗定市东南）           | 523年后分廣熙郡置                                       |
| 羅陽郡  | 罗阳（今广东省罗定市西）             | 523年后分廣熙郡置                                       |
| 崖州    | 义伦（今海南省儋州市西北）           | 梁置                                                    |
| 珠崖郡  | 义伦（今海南省儋州市西北）           | 梁置                                                    |
| 石州    | 夫宁（今广西藤县东北）               | 555年前置                                               |
| 永平郡  | 夫宁（今广西藤县东北）               | 555年前自广州来属                                       |
| 建陵郡  | 安基（今广西岑溪市西北）             | 梁置                                                    |
| 陰石郡  | 阴石（今广西容县）                   | 梁置                                                    |
| 梁德郡  | 梁德（今广东省信宜市东北）           | 梁置                                                    |
| 永业郡  | 永业（今广西岑溪市东北）             | 梁置，不久废除                                          |
| 東寧州  | 齐熙（今广西融水苗族自治县）         | 535年后置                                               |
| 齊熙郡  | 齐熙（今广西融水苗族自治县）         | 535年后自广州来属                                       |
| 黄水郡  | 黄水（今广西罗城县西北）             | 535年后自广州来属                                       |
| 梁化郡  | 梁化（今广西鹿寨县北）               | 542年置                                                 |
| 龍州    | 龍城（今广西柳城县旧柳城西）         | 537年置                                                 |
| 馬平郡  | 潭中（今广西柳州市东南）             | 537年置                                                 |
| 靜州    | 龍平（今广西昭平县）                 | 549年前置                                               |
| 梁壽郡  | 龍平（今广西昭平县）                 | 549年前置                                               |
| 静慰郡  | 约今广西昭平县                       | 549年前置                                               |
| 武城郡  | 豪静（今广西昭平县南）               | 549年前置                                               |
| 開江郡  | 开江（今广西昭平县东南）             | 549年前置                                               |
| 南靜郡  | 开建（今广东省封开县北）             | 549年前置                                               |
| 南定州  | 布山（今广西桂平市西南古城）         | 523年置                                                 |
| 鬱林郡  | 布山（今广西桂平市西南古城）         | 523年自广州来属                                         |
| 宁浦郡  | 宁浦（今广西横县西南）               | 523年自广州来属                                         |
| 简阳郡  | 简阳（今广西横县西南）               | 梁置                                                    |
| 樂陽郡  | 平山（今广西横县东北）               | 梁置                                                    |
| 嶺山郡  | 岭山（今广西横县西）                 | 梁置                                                    |
| 桂平郡  | 桂平（今广西桂平市西）               | 梁置                                                    |
| 桂州    | 始安（今广西桂林市）                 | 507年置                                                 |
| 始安郡  | 始安（今广西桂林市）                 | 540年自湘州来属，525年长官为相，552-554年长官为內史     |
| 桂林郡  | 武熙（今广西柳州市柳江区西南）       | 540年自广州来属                                         |
| 安成郡  | 安成（今广西宾阳县东安城镇）         | 507年分郁林郡置，长官为內史                             |
| 领方郡  | 领方（今广西宾阳县西南古城）         | 507年分郁林郡置                                         |
| 晉興郡  | 晋兴（今广西南宁市南）               | 507年自广州来属                                         |
| 韶阳郡  | 阳寿（今广西象州县）                 | 梁置                                                    |
| 象郡    | 今广西鹿寨县雒容南                   | 梁置                                                    |
| 庐州    | 不详                                 | 周灵起任刺史                                            |
| 越州    | 合浦（今广西合浦县东北旧州）         |                                                         |
| 合浦郡  | 合浦（今广西合浦县东北旧州）         |                                                         |
| 龍蘇郡  | 龙苏（今广西浦北县北苏村）           |                                                         |
| 陸川郡  | 良国（今广西北流市东南陆靖）         | 梁时废除                                                |
| 百梁郡  | 百梁（今广西合浦县东北）             |                                                         |
| 封山郡  | 封山（今广西灵山县南安金镇）         |                                                         |
| 定川郡  | 兴昌（今广西玉林市西南）             |                                                         |
| 高興郡  | 高兴（今广东省化州市）               | 542年前改属羅州                                         |
| 永宁郡  | 杜罗（今广东省电白县西北）           | 542年前改属羅州                                         |
| 齊安郡  | 齊安（今广东省恩平市北）             | 520年后改属高州                                         |
| 齊康郡  | 齐康（今广东省徐闻县南）             | 520年后改属高州                                         |
| 羅州    | 石龙（今广东省化州市）               | 542年前置                                               |
| 石龍郡  | 石龙（今广东省化州市）               | 542年前置                                               |
| 高興郡  | 高兴（今广东省化州市）               | 542年前自越州来属                                       |
| 永寧郡  | 杜罗（今广东省电白县西北）           | 542年前自越州来属，552-555年长官为相                    |
| 衡州    | 含洭（今广东省英德市西北浛洭）       | 507年置，556年合并入东衡州                              |
| 清远郡  | 中宿（今广东省清远市西北）           | 梁置                                                    |
| 臨賀郡  | 临贺（今广西贺州市贺街镇）           | 507年自湘州来属，532-548年长官为內史                    |
| 陽山郡  | 含洭（今广东省英德市西北浛洭）       | 507年置                                                 |
| 始興郡  | 曲江（今广东省韶关市南武水西岸）     | 507年自湘州来属，502-557年长官为內史，549年后改属东衡州 |
| 安遠郡  | 约今广东省南雄市东北                 | 梁置                                                    |
| 梁乐郡  | 梁乐（今广东省阳山县南）             | 梁置                                                    |
| 齊樂郡  | 熙平（今广东省连山壮族瑶族自治县北） | 507年自广州来属                                         |
| 桂阳郡  | 郴县（今湖南省郴州市）               | 507年自湘州来属，502-557年长官为內史                    |
| 东衡州  | 曲江（今广东省韶关市南武水西岸）     | 549年后置，556年与衡州合并，改名衡州                    |
| 始興郡  | 曲江（今广东省韶关市南武水西岸）     | 502-557年长官为內史，549年后自衡州来属                  |
| 清远郡  | 中宿（今广东省清远市西北）           | 556年自衡州来属                                         |
| 臨賀郡  | 临贺（今广西贺州市贺街镇）           | 532-548年长官为內史，556年自衡州来属                    |
| 陽山郡  | 含洭（今广东省英德市西北浛洭）       | 556年自衡州来属                                         |
| 安遠郡  | 约今广东省南雄市东北                 | 556年自衡州来属                                         |
| 梁乐郡  | 梁乐（今广东省阳山县南）             | 556年自衡州来属                                         |
| 齊樂郡  | 熙平（今广东省连山壮族瑶族自治县北） | 556年自衡州来属                                         |
| 桂阳郡  | 郴县（今湖南省郴州市）               | 502-557年长官为內史，556年自衡州来属                    |
| 黃州    | 安平（今广西防城港市西南）           | 535年置                                                 |
| 宁海郡  | 安平（今广西防城港市西南）           | 535年置                                                 |
| 安州    | 宋寿（今广西钦州市东北）             | 542年前置                                               |
| 宋壽郡  | 宋寿（今广西钦州市东北）             | 542年前自交州来属                                       |
| 安京郡  | 安京（今广西钦州市北）               | 542年前置                                               |
| 宋廣郡  | 宋广（今广西灵山县西南）             | 542年前置                                               |
| 交州    | 龙编（今越南北宁省仙游东）           | 541-546年陷于李贲                                       |
| 交趾郡  | 龙编（今越南北宁省仙游东）           |                                                         |
| 宋平郡  | 昌国（今越南河内）                   |                                                         |
| 武平郡  | 武定（今越南永福省永福东南平州）     |                                                         |
| 新昌郡  | 嘉宁（今越南富寿省白鹤县南凤州）     | 改属兴州                                                |
| 九真郡  | 移风（今越南清化省西北清化马江南岸） | 523年改属爱州                                           |
| 九德郡  | 九德（今越南义安省荣市）             | 543年前改属德州                                         |
| 宋壽郡  | 宋寿（今广西钦州市东北）             | 542年前改属安州                                         |
| 興州    | 嘉宁（今越南富寿省白鹤县南凤州）     | 梁置                                                    |
| 新昌郡  | 嘉宁（今越南富寿省白鹤县南凤州）     | 自交州来属                                              |
| 愛州    | 移风（今越南清化省西北清化马江南岸） | 523年置                                                 |
| 九真郡  | 移风（今越南清化省西北清化马江南岸） | 523年自交州来属                                         |
| 利州    | 金宁（今越南河静省河静西北）         | 梁置                                                    |
| 明州    | 交谷（今越南河静省河静以南）         | 梁置                                                    |
| 德州    | 九德（今越南义安省荣市）             | 543年前置                                               |
| 九德郡  | 九德（今越南义安省荣市）             | 543年前自交州来属                                       |

### 沅湘州郡
| 州/郡名 | 治所                       | 备注                                              |
| ------- | -------------------------- | ------------------------------------------------- |
| 湘州    | 临湘（今湖南省长沙市）     |                                                   |
| 长沙郡  | 临湘（今湖南省长沙市）     | 长官为内史                                        |
| 湘东郡  | 临蒸（今湖南省衡阳市）     | 514-552年长官为内史                               |
| 衡阳郡  | 湘西（今湖南省株洲市西南） | 长官为内史                                        |
| 零陵郡  | 泉陵（今湖南省永州市）     |                                                   |
| 永陽郡  | 营浦（今湖南省道县西北）   | 长官为内史，549年后至553年一度属于营州            |
| 樂梁郡  | 荡山（今广西贺州市西南）   | 550年前置                                         |
| 邵陵郡  | 邵陵（今湖南省邵阳市）     | 514-557年长官为内史                               |
| 岳阳郡  | 岳阳（今湖南省汨罗市东）   | 531-550年长官为内史，549年后改属罗州              |
| 藥山郡  | 藥山（今湖南省沅江市境内） | 549年后改属罗州                                   |
| 臨賀郡  | 臨賀（今广西贺州市东南）   | 532-548年长官为内史，507年改属衡州                |
| 始興郡  | 曲江（今广东省韶关市南）   | 长官为内史，507年改属衡州                         |
| 桂阳郡  | 郴县（今湖南省郴州市）     | 552-554年长官为内史，507年改属衡州                |
| 始安郡  | 始安（今广西桂林市）       | 525年长官为相，552-554年长官为内史，540年改属桂州 |
| 罗州    | 岳阳（今湖南省湘阴县西）   | 549年后置                                         |
| 岳阳郡  | 岳阳（今湖南省湘阴县西）   | 自湘州来属                                        |
| 藥山郡  | 藥山（今湖南省沅江市境内） | 自湘州来属                                        |
| 营州    | 营浦（今湖南省道县西北）   | 549年后至553年置                                  |
| 永陽郡  | 营浦（今湖南省道县西北）   | 自湘州来属                                        |
| 郴州    | 不详                       | 裴之橫为刺史                                      |

### 巴汉州郡
| 州/郡名        | 治所                                     | 备注                                                          |
| -------------- | ---------------------------------------- | ------------------------------------------------------------- |
| 北梁州         | 南郑（今陕西省汉中市东）                 | 原名梁州，504年陷于北魏，535年收复，改名北梁州，552年陷于西魏 |
| 漢中郡         | 南郑（今陕西省汉中市东）                 | 504年陷于北魏，535年收复，552年陷于西魏                       |
| 魏興郡         | 西城（今陕西省安康市西北汉江北岸）       | 504年改属东梁州                                               |
| 北巴西郡       | 阆中（今四川省阆中市）                   | 505年陷于北魏                                                 |
| 東晉壽郡       | 兴安（今四川省广元市）                   | 505年陷于北魏                                                 |
| 西晉壽郡       | 晋寿（今四川省广元市南）                 | 505年陷于北魏                                                 |
| 宋熙郡         | 宋安（今四川省旺苍县西南）               | 505年陷于北魏                                                 |
| 新城郡         | 房陵（今湖北省房县）                     | 504年改属东梁州                                               |
| 上庸郡         | 上庸（今湖北省竹山县西南）               | 504年改属东梁州                                               |
| 涪陵郡         | 汉平（今重庆市涪陵区东南）               | 504年改属东梁州                                               |
| 南部郡         | 南部（今四川省南部县）                   | 504年改属南梁、北巴二州                                       |
| 归化郡         | 曾口（今四川省巴中市曾江镇）             | 505年陷于北魏                                                 |
| 北水郡         | 难江（今四川省南江县南八庙）             | 505年改属南梁、北巴二州                                       |
| 隆城郡         | 仪陇（今四川省仪陇县西南）               | 504年改属南梁、北巴二州                                       |
| 安康郡         | 安康（今陕西省石泉县池河西北、汉江东岸） | 504年改属东梁州                                               |
| 北巴西郡       | 阆中（今四川省阆中市）                   | 505年陷于北魏                                                 |
| 齊興郡         | 郧乡（今湖北省郧县）                     | 504年改属东梁州                                               |
| 東梁州         | 西城（今陕西省安康市西北汉江北岸）       | 侨州，504年置，552年陷于西魏                                  |
| 魏興郡         | 西城（今陕西省安康市西北汉江北岸）       | 504年自梁州来属                                               |
| 魏明郡         | 汉阳（今陕西省石泉县南）                 | 535年后自西魏收复                                             |
| 豐寧郡         | 豐寧（今陕西省西乡县西）                 | 535年后自西魏收复                                             |
| 齊興郡         | 郧乡（今湖北省郧县）                     | 504年自梁州来属，547年改属兴州                                |
| 廣福郡         | 廣福（今湖北省郧县东南）                 | 梁置，552年陷于西魏                                           |
| 新城郡         | 房陵（今湖北省房县）                     | 504年自梁州来属，519年前改属岐州                              |
| 上庸郡         | 上庸（今湖北省竹山县西南）               | 504年自梁州来属，519年前改属岐州                              |
| 涪陵郡         | 汉平（今重庆市涪陵区东南）               | 504年自梁州来属，552年陷于西魏                                |
| 安康郡         | 安康（今陕西省石泉县池河西北、汉江东岸） | 504年自梁州来属，546年后改属直州                              |
| 南梁、北巴二州 | 阆中（今四川省阆中市）                   | 505年置巴州，509年改名，553年陷于西魏                         |
| 北巴西郡       | 阆中（今四川省阆中市）                   | 505年自梁州来属                                               |
| 白馬、義陽二郡 | 义阳（今四川省苍溪县东北）               | 梁置                                                          |
| 南部郡         | 南部（今四川省南部县）                   | 505年自梁州来属                                               |
| 木蘭郡         | 西充国（今四川省南部县西北）             | 梁置                                                          |
| 辅剑郡         | 武功（今四川省剑阁县西南）               | 梁置                                                          |
| 掌天郡         | 约今四川省剑阁县东南                     | 梁置                                                          |
| 哀戎郡         | 其章（今四川省巴中市其章坝）             | 525年置，535年改属巴州                                        |
| 遂宁郡         | 始宁（今四川省巴中市东）                 | 525年置，535年改属巴州                                        |
| 義陽郡         | 義陽（今四川省巴中市西）                 | 525年置，535年改属巴州                                        |
| 木門郡         | 伏强（今四川省旺苍县东南）               | 525年置，535年改属巴州                                        |
| 北水郡         | 难江（今四川省南江县南八庙）             | 505年自梁州来属，535年改属巴州                                |
| 隆城郡         | 仪陇（今四川省仪陇县西南）               | 505年自梁州来属，535年改属巴州                                |
| 北宕渠郡       | 约今四川省渠县                           | 507年置，535年改属巴州                                        |
| 梓潼郡         | 相如（今四川省蓬安县南）                 | 522年置，537年改属巴州                                        |
| 黎州           | 兴安（今四川省广元市）                   | 535年置，550年陷于西魏                                        |
| 東晉壽郡       | 兴安（今四川省广元市）                   | 535年自西魏收复                                               |
| 西晉壽郡       | 晋寿（今四川省广元市南）                 | 535年自西魏收复                                               |
| 宋熙郡         | 宋安（今四川省旺苍县西南）               | 535年自西魏收复                                               |
| 直州           | 安康（今陕西省石泉县东南）               | 546年后置，552年陷于西魏                                      |
| 安康郡         | 安康（今陕西省石泉县东南）               | 546年后自东梁州来属                                           |
| 南洛州         | 上津（今湖北省郧西县西北）               | 梁置，552年陷于西魏                                           |
| 上津郡         | 上津（今湖北省郧西县西北）               | 梁置                                                          |
| 洵州           | 洵阳（今陕西省旬阳县北）                 | 梁置，551年陷于西魏                                           |
| 洵阳郡         | 洵阳（今陕西省旬阳县北）                 | 梁置                                                          |
| 岐州           | 房陵（今湖北省房县）                     | 519年前置，552年陷于西魏                                      |
| 新城郡         | 房陵（今湖北省房县）                     | 519年前自东梁州来属                                           |
| 上庸郡         | 上庸（今湖北省竹山县西南）               | 519年前自东梁州来属                                           |
| 绥州           | 绥阳（今湖北省神农架林区东南）           | 梁置，552年陷于西魏                                           |
| 兴州           | 郧乡（今湖北省郧县）                     | 547年置，550年陷于西魏                                        |
| 齐兴郡         | 郧乡（今湖北省郧县）                     | 547年自东梁州来属                                             |
| 北益州         | 白水（今四川省青川县东北）               | 535年置，550年改名沙州，553年陷于西魏                         |
| 平興郡         | 白水（今四川省青川县东北）               | 535年置                                                       |
| 除口郡         | 除口戍（今陕西省宁强县西北）             | 535年置                                                       |
| 平武郡         | 平武（今四川省平武县东北）               | 梁置                                                          |
| 華州           | 兴乐（今四川省广元市东南）               | 535年置，552年陷于西魏                                        |
| 巴州           | 梁广（今四川省巴中市东南）               | 535年置，554年陷于西魏                                        |
| 大谷郡         | 梁广（今四川省巴中市东南）               | 535年自西魏收复                                               |
| 歸化郡         | 增口（今四川省巴中市曾口镇）             | 535年自西魏收复                                               |
| 哀戎郡         | 其章（今四川省巴中市其章坝）             | 535年自南梁、北巴二州来属                                     |
| 遂宁郡         | 始宁（今四川省巴中市东）                 | 535年自南梁、北巴二州来属                                     |
| 義陽郡         | 義陽（今四川省巴中市西）                 | 535年自南梁、北巴二州来属                                     |
| 木門郡         | 伏强（今四川省旺苍县东南）               | 535年自南梁、北巴二州来属                                     |
| 北水郡         | 难江（今四川省南江县南八庙）             | 535年自南梁、北巴二州来属                                     |
| 伏虞郡         | 安固（今四川省仪陇县东北）               | 535年自南梁、北巴二州来属                                     |
| 隆城郡         | 仪陇（今四川省仪陇县西南）               | 535年自南梁、北巴二州来属                                     |
| 义安郡         | 宣汉（今四川省仪陇县东北）               | 535年后置                                                     |
| 梓潼郡         | 相如（今四川省蓬安县南）                 | 535年自南梁、北巴二州来属                                     |
| 新興郡         | 汉初（今四川省武胜县西北）               | 535年后置                                                     |
| 景阳郡         | 宕渠（今四川省仪陇县东南）               | 547年置                                                       |
| 東巴州         | 木马（今四川省南江县）                   | 535年后置，553年陷于西魏                                      |
| 安寧郡         | 约今米仓山南、四川南江、通江一带         | 535年后置                                                     |
| 敬水郡         | 约今米仓山南、四川南江、通江一带         | 535年后置                                                     |
| 平南郡         | 约今米仓山南、四川南江、通江一带         | 535年后置                                                     |
| 渠州           | 约今四川省渠县                           | 537年置，552年后陷于西魏                                      |
| 北宕渠郡       | 约今四川省渠县                           | 537年置                                                       |
| 鄰州           | 鄰山（今四川省大竹县西南）               | 537年置，552年后陷于西魏                                      |
| 萬州           | 石城（今四川省达州市）                   | 536年置，553年陷于西魏                                        |
| 東關郡         | 石城（今四川省达州市）                   | 536年置                                                       |
| 開巴郡         | 东乡（今四川省宣汉县西北）               | 536年置                                                       |
| 新安郡         | 三冈（今四川省达州市南）                 | 536年置                                                       |
| 寧巴郡         | 石鼓（今四川省宣汉县南）                 | 536年置                                                       |
| 壽陽郡         | 约今四川省达州市                         | 536年置                                                       |
| 巴中郡         | 新安（今四川省开江县东北）               | 536年置                                                       |
| 萬榮郡         | 永康（今四川省达州市西）                 | 535年后置                                                     |
| 并州           | 东关（今四川省万源市南）                 | 梁置，556年陷于西魏                                           |
| 南晉郡         | 东关（今四川省万源市南）                 | 梁置                                                          |
| 臨江郡         | 臨江（今重庆市忠县）                     | 540年置                                                       |
| 叠州           | 不详                                     | 梁置，556年陷于西魏                                           |
| 安州           | 南安（今四川省剑阁县）                   | 梁置，553年陷于西魏                                           |

### 蜀中州郡
| 州/郡名      | 治所                                     | 备注                          |
| ------------ | ---------------------------------------- | ----------------------------- |
| 益州         | 成都（今四川省成都市）                   | 553年陷于西魏                 |
| 蜀郡         | 成都（今四川省成都市）                   |                               |
| 廣漢郡       | 雒县（今四川省广汉市西北）               |                               |
| 始康郡       | 新都（今四川省成都市新都区东）           | 侨郡                          |
| 江原郡       | 江原（今四川省崇庆县西北怀远镇）         |                               |
| 寧蜀郡       | 广都（今四川省成都市双流区）             | 侨郡                          |
| 汶山郡       | 都安（今四川省都江堰市东）               |                               |
| 齊基郡       | 齊基（今四川省都江堰市西南）             |                               |
| 西遂寧郡     | 约今四川省广汉市东北                     | 552年改属新州                 |
| 巴郡         | 垫江（今重庆市）                         | 550年改属楚州                 |
| 東陽郡       | 约今重庆市北碚区东阳镇                   |                               |
| 新城郡       | 北伍城（今四川省三台县）                 | 552年改属新州                 |
| 始平郡       | 涪城（今四川省三台县西北）               | 552年改属新州                 |
| 西宕渠郡     | 通泉（今四川省射洪县东南）               | 侨郡，552年改属新州           |
| 東遂寧郡     | 小溪（今四川省遂寧市）                   | 552年改属新州                 |
| 普慈郡       | 约今四川省乐至县东北                     | 520年后置，552年改属新州      |
| 齊通郡       | 齊通（今四川省眉山市）                   | 547年改属青州                 |
| 懷仁郡       | 今四川省仁寿县东                         | 梁置                          |
| 席郡         | 约今四川省成都市双流区东南               | 519年前置                     |
| 巴东郡       | 鱼复（今重庆市奉节县东白帝城）           | 长官为相，523年改属信州       |
| 建平郡       | 巫县（今重庆市巫山县）                   | 523年改属信州                 |
| 東江陽郡     | 江陽（今四川省泸州市）                   | 535年后改属泸州               |
| 巴西梓潼二郡 | 涪县（今四川省绵阳市东）                 | 552年改属西益、潼二州         |
| 南陰平郡     | 苌阳（今四川省绵阳市东）                 | 侨郡，552年改属西益、潼二州   |
| 北部都尉     | 广阳（今四川省茂县）                     | 522年改属绳州                 |
| 越巂郡       | 约今四川省西昌市东南                     | 537年后改属绳州               |
| 東益州       | 晋寿（今四川省彭州市西北）               | 梁置，553年陷于西魏           |
| 南晋寿郡     | 晋寿（今四川省彭州市西北）               | 侨郡                          |
| 楚州         | 垫江（今重庆市）                         | 550年置，553年陷于西魏        |
| 巴郡         | 垫江（今重庆市）                         | 550年自益州来属               |
| 戎州         | 僰道（今四川省宜宾市西南）               | 544年置，553年陷于西魏        |
| 六同郡       | 僰道（今四川省宜宾市西南）               | 544年置                       |
| 信州         | 鱼复（今重庆市奉节县东白帝城）           | 523年置，553年陷于西魏        |
| 巴东郡       | 鱼复（今重庆市奉节县东白帝城）           | 长官为相，523年自益州来属     |
| 信陵郡       | 归乡（今湖北省巴东县东）                 | 梁置                          |
| 建平郡       | 巫县（今重庆市巫山县）                   | 523年自益州来属               |
| 新州         | 北伍城（今四川省三台县）                 | 552年置，553年陷于西魏        |
| 新城郡       | 北伍城（今四川省三台县）                 | 552年自益州来属               |
| 西遂寧郡     | 约今四川省广汉市东北                     | 552年自益州来属               |
| 東遂寧郡     | 小溪（今四川省遂寧市）                   | 552年自益州来属               |
| 始平郡       | 涪城（今四川省三台县西北）               | 552年自益州来属               |
| 西宕渠郡     | 通泉（今四川省射洪县东南）               | 侨郡，552年来属               |
| 普慈郡       | 约今四川省乐至县东北                     | 552年自益州来属               |
| 青州         | 齊通（今四川省眉山市）                   | 547年置，553年陷于西魏        |
| 齊通郡       | 齊通（今四川省眉山市）                   | 547年自益州来属               |
| 江州         | 江阳（今四川省眉山市彭山区东）           | 梁置，553年陷于西魏           |
| 江阳郡       | 江阳（今四川省眉山市彭山区东）           | 侨郡                          |
| 邛州         | 今四川省邛崃市                           | 梁置，不领郡县，553年陷于西魏 |
| 西益、潼二州 | 涪县（今四川省绵阳市东）                 | 552年置，553年陷于西魏        |
| 巴西梓潼二郡 | 涪县（今四川省绵阳市东）                 | 552年自益州来属               |
| 南陰平郡     | 苌阳（今四川省绵阳市东）                 | 侨郡，552年自益州来属         |
| 瀘州         | 江陽（今四川省泸州市）                   | 535年后置，553年陷于西魏      |
| 東江陽郡     | 江陽（今四川省泸州市）                   | 535年后自益州来属             |
| 绳州         | 广阳（今四川省茂县）                     | 522年置，553年陷于西魏        |
| 北部郡       | 广阳（今四川省茂县）                     | 522年北部都尉改，自益州来属   |
| 汶山郡       | 都安（今四川省都江堰市东）               | 自益州来属                    |
| 巂州         | 约今四川省西昌市东南                     | 537年后置，553年陷于西魏      |
| 越巂郡       | 约今四川省西昌市东南                     | 537年后自益州来属             |
| 寧州         | 味县（今云南省曲靖市西）                 | 553年陷于爨氏                 |
| 建平郡       | 味县（今云南省曲靖市西）                 |                               |
| 南廣郡       | 南广（今四川省筠连县西南）               |                               |
| 朱提郡       | 朱提（今云南省昭通市）                   |                               |
| 牂柯郡       | 且兰（今贵州省黄平县西南）               |                               |
| 梁水郡       | 梁水（今云南省开远市）                   |                               |
| 建都郡       | 新安（今云南省武定县、禄劝县一带）       |                               |
| 雲南郡       | 东古复（今云南省永胜县）                 |                               |
| 西平郡       | 西平（今广西西林县东南西平）             |                               |
| 夜郎郡       | 夜郎（今贵州省关岭布依族苗族自治县西南） |                               |
| 東河陽郡     | 东河阳（今云南省大理市凤仪镇）           |                               |
| 西河郡       | 约今云南省云龙县                         |                               |
| 平蠻郡       | 约今贵州省毕节市                         |                               |
| 興古郡       | 西中（今云南省文山壮族苗族自治州）       |                               |
| 興寧郡       | 青蛉（今云南省大姚县）                   |                               |
| 西河陽郡     | 楪榆（今云南省大理市喜洲镇）             |                               |
| 永昌郡       | 约今云南省保山市                         |                               |
| 晉寧郡       | 建伶（今云南省晋宁县）                   | 535年后改属南宁州             |
| 南寧州       | 不详                                     | 535年后置，549年陷于爨氏      |
| 晉寧郡       | 建伶（今云南省晋宁县）                   | 535年后自宁州来属             |